# Helicops carinicaudus
Espèce
Synonymes
- Coluber carinicaudus Wied-Neuwied, 1825
- Helicops carinicauda var. triserialis Lindholm, 1902

Helicops carinicaudus  est une espèce de serpents de la famille des Dipsadidae.

## Répartition
Cette espèce se rencontre :
- en Colombie ;
- au Brésil dans les États d'Espírito Santo et du Rio Grande do Sul.

## Liste des sous-espèces
Selon The Reptile Database (3 septembre 2013) :
- Helicops carinicaudus carinicaudus (Wied-Neuwied, 1825)
- Helicops carinicaudus triserialis Lindholm, 1902

## Publications originales
- Lampe & Lindholm, 1902 : Catalog der Reptilien- und Amphibien-Sammlung (Schlangen, Frosch-, Schwanz- und Schleichlurche) des Naturhistorischen Museums zu Wiesbaden. Jahrbücher des Nassauischen Vereins für Naturkunde, vol. 55, p. 1-66 (texte intégral).
- Wied-Neuwied, 1825 : Beiträge zur Naturgeschichte von Brasilien, vol. 1, p. 1-612 (texte intégral).